# Hyphodiscus auricolor
Hyphodiscus auricolor är en svampart som först beskrevs av Raitv., och fick sitt nu gällande namn av Raitv. 2004. Hyphodiscus auricolor ingår i släktet Hyphodiscus, ordningen disksvampar, klassen Leotiomycetes, divisionen sporsäcksvampar och riket svampar.   Inga underarter finns listade i Catalogue of Life.